# Intuitive Surgical
Intuitive Surgical – amerykańskie przedsiębiorstwo z siedzibą w Sunnyvale w stanie Kalifornia, zajmujące się produkcją i sprzedażą systemów chirurgicznych da Vinci oraz instrumentów EndoWrist.
Siedziba firmy, a także główny zakład produkcyjny oraz ośrodek R&D mieszczą się w Sunnyvale. Intuitive Surgical posiada także biura w Aubonne w Szwajcarii, w których mieści się międzynarodowa centrala firmy, oraz wynajmuje zakład produkcyjny w Mexicali w Meksyku, gdzie wytwarzane są instrumenty EndoWrist.
Firma bezpośrednio dystrybuuje swoje produkty w Stanach Zjednoczonych, Japonii, Korei Południowej i większości krajów Europy Zachodniej.
W kwietniu 2014 roku firma wypuściła na rynek nowy model systemu da Vinci – da Vinci Xi.